# پل گالاگر (بازیکن فوتبال)
پل گالاگر (انگلیسی: Paul Gallagher؛ زادهٔ ۸ سپتامبر ۱۹۸۴) بازیکن فوتبال اهل بریتانیا است.
از باشگاه‌هایی که در آن بازی کرده است می‌توان به باشگاه فوتبال پرستون نورث اند، باشگاه فوتبال لستر سیتی، باشگاه فوتبال استوک سیتی، باشگاه فوتبال بلکبرن روورز، باشگاه فوتبال پلیموث آرگیل، و باشگاه فوتبال شفیلد یونایتد اشاره کرد.
وی همچنین در تیم ملی فوتبال اسکاتلند بازی کرده است.